# قشلاق قرة درة اسمخان تهراج (مقاطعة بيله سوار)
قشلاق قرة درة اسمخان تهراج (بالفارسية: قشلاق پادر حاجی بحریش) هي منطقة سكنية تقع في إيران في أردبيل. يقدر عدد سكانها بـ 20 نسمة .